# Жусупов, Бекмурат Кыдырбаевич
Бекмурат Кыдырбаевич Жусупов (род. 1 января 1965, поселок Таучик, Мангистауский район, Мангистауская область, Казахская ССР, СССР) — секретарь Мангистауского областного маслихата (с 2011)

## Биография
Отец — Кыдырбай Жусупов много лет работал в совхозе Шетпе, Мангистауского района.
Мать — Махуова Маруа Ароновна много лет работала учителем. Ветеран педагогического труда.
В 1989 году окончил Казахский химико-технологический институт по специальности «Инженер по автоматизации».
С 1989 по 1994 годы — Мастер участка КИПиА на заводе пластмасс города Актау
С 1994 по 1995 годы — Оператор Шетпинская нефтебаза
С 1995 по 1996 годы — Технолог МП «Когез»
С 1996 по 1997 годы — Уполномоченный по оперативной зоне таможенного поста «Шетпе» Таможенного управления по Мангистауской области
С 1997 по 2005 годы был частным предпринимателем
С 2005 по 2010 годы — Директор ТОО «Мантеком»
С 2011 по 2017 годы — Секретарь Мангистауского областного маслихата
С 2017 по 2019 годы — Заместитель акима Мангистауской области
С 2019 года — Советник акима Мангистауской области
С 2022 года — Руководитель Проектного офиса Акимата Мангистауской области 
С 2025 года — Председатель Общественного Совета Мангистауской области 

## Прочие должности
С 2011 года — Секретарь Мангистауского областного маслихата
С 2021 года — Председатель постоянной комиссии по бюджету и экономическим вопросам Мангистауского областного маслихата
Председатель Попечительского совета «Назарбаевская Интеллектуальная школа» г. Актау
Член Общественного Совета Мангистауской области
Председатель Регионального предвыборного штаба кандидата в Президенты К.Токаева
Председатель Регионального совета предпринимателей Мангистауской области
Руководитель проектного офиса по управлению ПРТ при акимате Мангистауской области
Председатель ОЮЛ «Ассоциация инвесторов» Caspian investments

## Награды и звания
- Орден «Курмет» (2016)
- Медаль «За трудовое отличие» (Казахстан)
- Медаль «10 лет Астане»
- ҚР Тәуелсіздігіне 20 жыл
- ҚР Президентінің «Алтын Сапа» премиясы
- Благодарственные письма Президента РК, акимов Мангистауской области и Мангистауского района
- Звания — Меценат образования (2008), Человек года (2008)